# Nikolaus Grass
Nikolaus Grass (* 28. Juli 1913 in Hall in Tirol; † 5. Oktober 1999 in Innsbruck) war ein österreichischer Volkskundler, Wirtschafts- und Rechtshistoriker sowie Rechts- und Staatswissenschaftler.

## Leben
Nikolaus Grass ist der Bruder des Innsbrucker Mediziners, Kirchenrechtlers und Rechtshistorikers Franz Grass (1914–1993) und war zu seinen Lebzeiten einer der angesehensten Wissenschaftler Österreichs. Er studierte ab 1931 Geschichte, Geographie, Volkskunde und Kunstgeschichte an der Universität Innsbruck, anschließend Rechts- und Staatswissenschaften, wurde 1936 als Dr. jur. und 1940 als Dr. rer. pol. promoviert. Ab 1941 leistete er Kriegsdienst in der deutschen Wehrmacht. 1949 wurde er außerordentlicher, ab 1953 ordentlicher Professor an der Universität Innsbruck. 1983 wurde er emeritiert.
Seine Hauptinteressen lagen im Bereich der Kultur-, Rechts- und Wirtschaftsgeschichte. Er war, wie die Publikation von Gerhard Oberkofler zeigt, mit bedeutenden europäischen Gelehrten in brieflichem Austausch, so mit Louis Carlen, Guido Kisch, Hans Lentze, Alfons Maria Stickler und Leo Santifaller. Seine Studien über die Almbewirtschaftungen gehen auf jene gemeinschaftlich komplexen Problemlösungen (z. B. Schneefluchtrecht) ein, mit denen sich die mit dem Nobelpreis ausgezeichneten Arbeiten von Elinor Ostrom befassen.
1966 gründete Grass die Schriftenreihe Forschungen zur Rechts- und Kulturgeschichte, seit 1978 gab er zusammen mit Wolfgang Brückner im Auftrag der Görres-Gesellschaft das Jahrbuch für Volkskunde heraus.
Seit 1981 war er Ehrenmitglied der katholischen Studentenverbindung KÖHV Leopoldina Innsbruck im ÖCV.

## Ehrungen und Auszeichnungen
- 1975 Österreichisches Ehrenkreuz für Wissenschaft und Kunst I. Klasse
- 1976 Ehrendoktorat der Rechte der Universität Fribourg
- 1976 Wirkliches Mitglied der Österreichischen Akademie der Wissenschaften
- 1976 Mitglied der Historischen Landeskommission für Steiermark
- 1978 Corresponding Fellow of the British Academy
- 1979 Ehrendoktorat der Universität Graz
- 1984 Großes Silbernes Ehrenzeichen für Verdienste um die Republik Österreich

## Publikationen (Auswahl)
Bereits Mitte der 1980er Jahre umfasste Grass’ wissenschaftliches Werk etwa 400 Veröffentlichungen, darunter:
- Beiträge der Rechtsgeschichte zur Alpwirtschaft. Vornehmlich nach Tiroler Quellen (= Schlern-Schriften. Band 56, ZDB-ID 503740-2). Wagner, Innsbruck u. a. 1948.
- Reichskleinodien. Studien aus rechtshistorischer Sicht (= Österreichische Akademie der Wissenschaften. Philosophisch-Historische Klasse. Sitzungsberichte. Band 248, 4, ISSN 0029-8832). Böhlau, Wien u. a. 1965.
- Das Zungenrecht und verwandte Abgaben im mittelalterlichen Burgund, in Savoyen und in den Ostalpenländern. In: Gerd Kleinheyer, Paul Mikat (Hrsg.): Beiträge zur Rechtsgeschichte. Gedächtnisschrift für Hermann Conrad (= Rechts- und staatswissenschaftliche Veröffentlichungen der Görres-Gesellschaft. Neue Folge, Band 34). Schöningh, Paderborn u. a. 1979, ISBN 3-506-73334-6, S. 213–244.
- Österreichs Kirchenrechtslehrer der Neuzeit. Besonders an den Universitäten Graz und Innsbruck (= Freiburger Veröffentlichungen aus dem Gebiete von Kirche und Staat. Band 27). Universitätsverlag, Freiburg (Schweiz) 1988, ISBN 3-7278-0591-9.

Bibliographien der Schriften Grass’ sind enthalten in seinen Festschriften:
- Louis Carlen, Fritz Steinegger (Hrsg.): Festschrift Nikolaus Grass. Zum 60. Geburtstag dargebracht von Fachgenossen, Freunden und Schülern. 2 Bände (Band 1: Abendländische und deutsche Rechtsgeschichte, Geschichte und Recht der Kirche, Geschichte und Recht Österreichs. Band 2: Aus Geschichte und Recht der Almen, Kultur- und Kunstgeschichte, Volkstum, Wissenschaftsgeschichte, aus der Sippen- und Familiengeschichte des Jubilars). Wagner, Innsbruck u. a. 1974–1975, ISBN 3-7030-0010-4.
- Kurt Ebert (Hrsg.): Festschrift Nikolaus Grass zum 70. Geburtstag dargebracht von Fachkollegen und Freunden. Wagner, Innsbruck 1986, ISBN 3-7030-0175-5.
- Nikolaus Grass: Ausgewählte Aufsätze zum 80. Geburtstag. Herausgegeben von Louis Carlen und Hans Constantin Faussner. Weidmann, Hildesheim 1993, ISBN 3-615-00095-1.